# 송 문공
송 문공(宋文公, ? ~ 기원전 589년)은 중국 춘추 시대의 인물로, 제24대 송공이다. 성은 자(子), 휘는 포혁(鮑革) 혹은 포(鮑)이다.

## 생애
21대 송공 송 성공의 아들이며, 23대 송공 송 소공의 아우다.
용모가 아름다워, 조모인 양부인(송 양공의 부인)의 사랑을 받아 남녀의 관계를 당하려 했으나 받아들이지 않았다. 송나라에 기근이 들자 자기가 가진 재물을 송나라 사람에게 나눠주어 무도한 송 소공에게서 인심을 빼앗았고, 양부인 역시 문공을 도왔다. 소공 9년(기원전 611년), 양부인이 송 소공을 죽이자 그 뒤를 이어 송공이 됐다. 송 소공에게 사성 탕의제가 순사해 사성 자리에 결원이 나자 자신의 동복 아우 공자 수(須)를 세웠고, 후에 탕의제의 아들 탕훼(蕩虺)를 등용했다.
문공 원년(기원전 610년), 패자 진나라에서 순림보를 대장으로 삼고 제후연합군을 일으켜 송 소공 시해사건을 질책하러 왔으나, 이미 송 문공이 임금으로 들어섰으므로 물러났다.
문공 2년(기원전 609년), 초나라에 속한 정나라에서 송나라가 소공의 대에 초나라를 배반하고 진나라에 붙었다 하여 쳐들어왔다. 송나라에서는 화원(華元)을 대장으로 삼아 막게 했으나, 화원이 사로잡혀 송군은 패했다.
문공 3년(기원전 608년), 정나라에 속전을 바치고 화원을 돌려받았는데, 미처 다 되기도 전에 화원이 달아나 돌아왔다.
문공 14년(기원전 597년), 진나라를 공격했다.
문공 16년(기원전 595년), 송나라를 지나는 초나라 사신을 잡아죽였다. 이 때문에 초나라의 보복 공격을 받아 9월부터 문공 17년(기원전 594년) 5월까지 포위되어 극한 곤궁에 처했다. 화원은 야밤을 틈타 초나라 대장 자반(子反)을 찾아갔고, 자반은 초나라에 이를 말했다. 초 장왕은 자반에게 성내의 상황을 물었고, 자반은 “뼈를 쪼개 취사하고, 아이를 바꾸어 먹습니다.”라고 대답했다. 장왕은 “진실하도다! 우리 군중에도 이틀치 식량만 있다.”라고 하고, 퇴각했다.
문공은 문공 22년(기원전 589년)에 죽었고, 아들 하(송 공공)가 뒤를 이었다.

## 가계
- 송 성공
  - 태자 (이름은 미상)
  - 송 소공
  - 송 문공
    - 태자 비
    - 송 공공
    - 공자 위구 (영씨의 시조)

  - 공자 수 (문공의 동복 동생)
  - 공자 앙
- 송공 어